# Kostel svatého Matouše (Třebonín)
Kostel svatého Matouše je římskokatolický farní kostel v Třeboníně v okrese Kutná Hora ve Středočeském kraji. Postaven byl nejspíše koncem dvanáctého století v románském slohu, ale dochovaná podoba je výsledem především barokních a pozdějších úprav. Areál kostela je chráněn jako kulturní památka.

## Historie
Třebonínský románský kostel byl založen nejspíše koncem dvanáctého století a pravděpodobně už stál v roce 1194. V té době byl zasvěcen svatému Kříži. První písemná zmínka, v níž je uveden pod latinským označením Alba ecclesia, pochází z druhé poloviny čtrnáctého století. Později byl kostel upraven a rozšířen v gotickém, renesančním a barokním slohu. K rozšíření lodi a presbytáře došlo v roce 1790. V průběhu dějin se změnilo zasvěcení. Kostel je uváděn jako zasvěcený svatému Matoušovi nebo svatému Matějovi.

## Stavební podoba

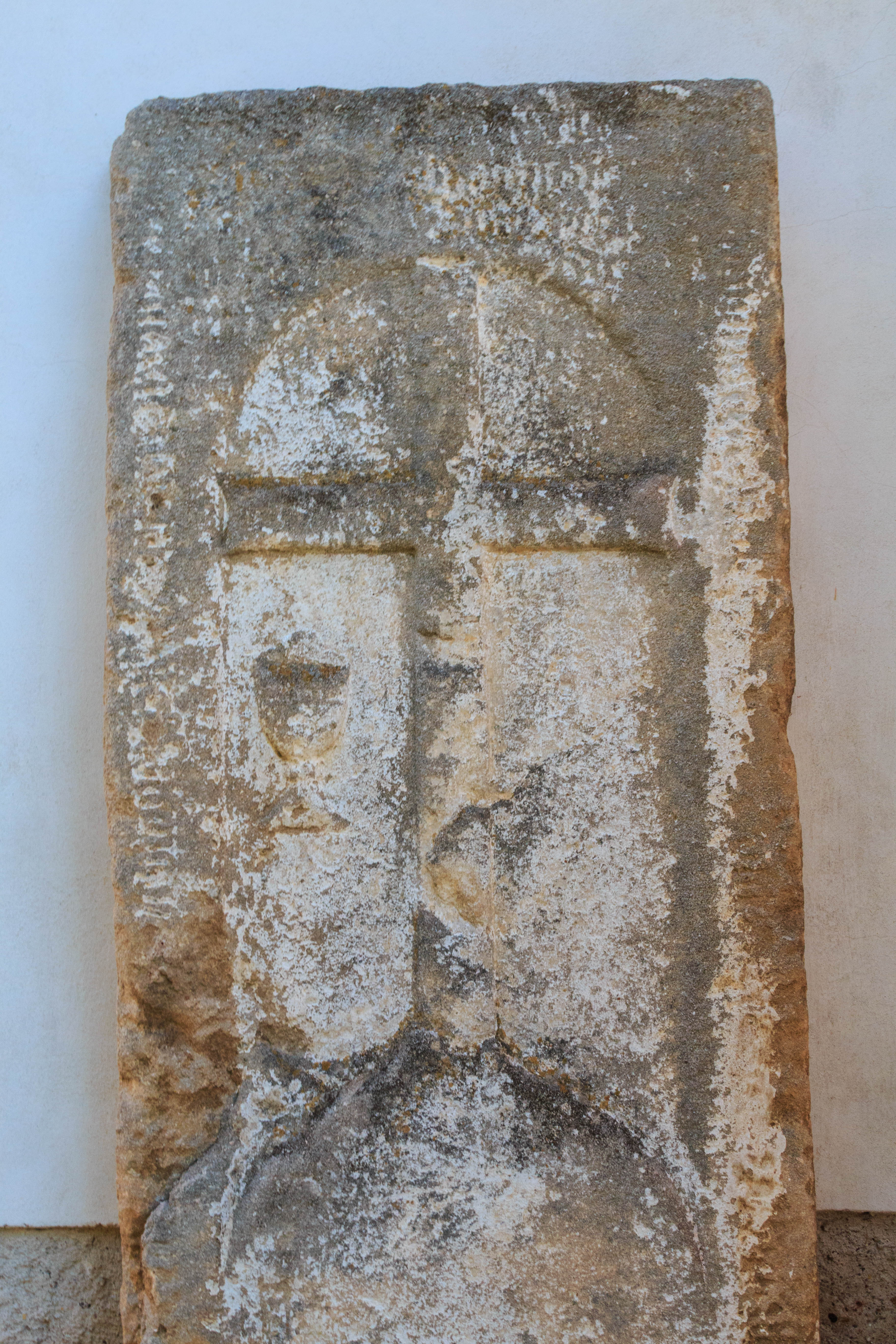
Náhrobník s reliéfem kříže a kalichu

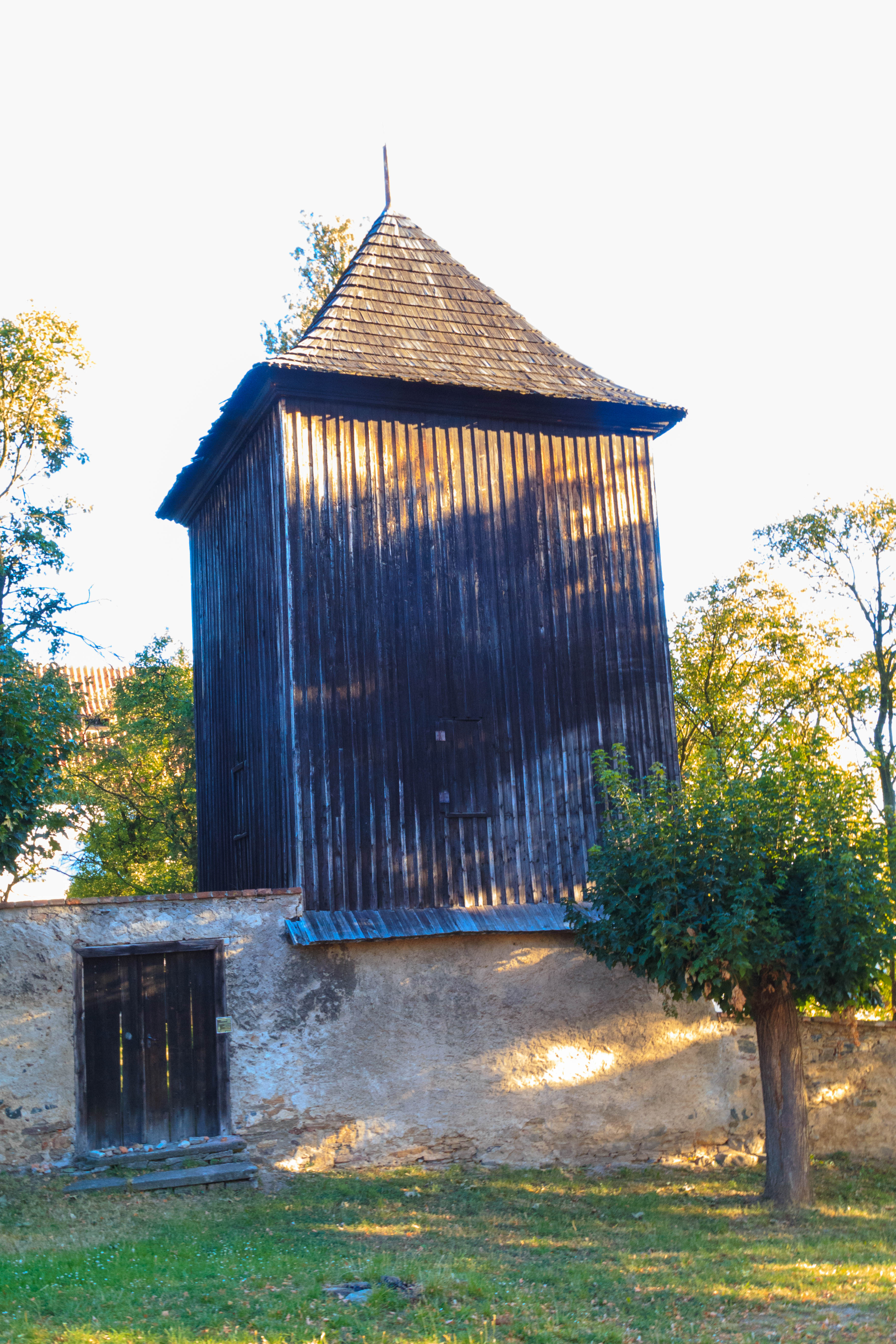
Zvonice

V dochované podobě je kostel jednolodní stavba s půlkruhovým presbytářem a hranolovou věží na západní straně. K jižní straně presbytáře přiléhá sakristie. Podvěží je zaklenuté žebrovou klenbou, v presbytáři je použita koncha a v sakristii placková klenba. Areál kostela se zvonicí vymezuje ohradní zeď. Vstupuje se do něj ze západu velkou bránou s trojúhelníkovým štítem nebo malou brankou na jihu. Zvonice má zděnou podezdívku a bedněné patro se šindelovou střechou.
Do lodi se vstupuje z podvěží goticko-renesančním okoseným portálem ze šestnáctého století s původním dveřmi. Druhé podlaží věže je přístupné vnějším schodištěm a vchází se z něj na dřevěnou kruchtu.
Románské zdivo se dochovalo v užší části lodi a ve věži, která byla upravena v šestnáctém století. Stavebním materiálem je místní dvojslídná rula. Původní vstup do kostela se nacházel v severní stěně lodi. Z románské stavební fáze pochází také východní štít, v němž se dochovaly tři otvory, z nichž prostřední má profil ve tvaru kříže. Jejich umístění naznačuje, že na východní straně kostel původně ukončovala apsida.
Vchod do věže v prvním patře je nejspíše původní a naznačuje existenci tribuny. Kostel tak nejspíše souvisel se sídlem Ubislava z Třebonína zmiňovaného v roce 1194, které se mohlo nacházet v prostoru hřbitova jižně od kostela.

## Zařízení

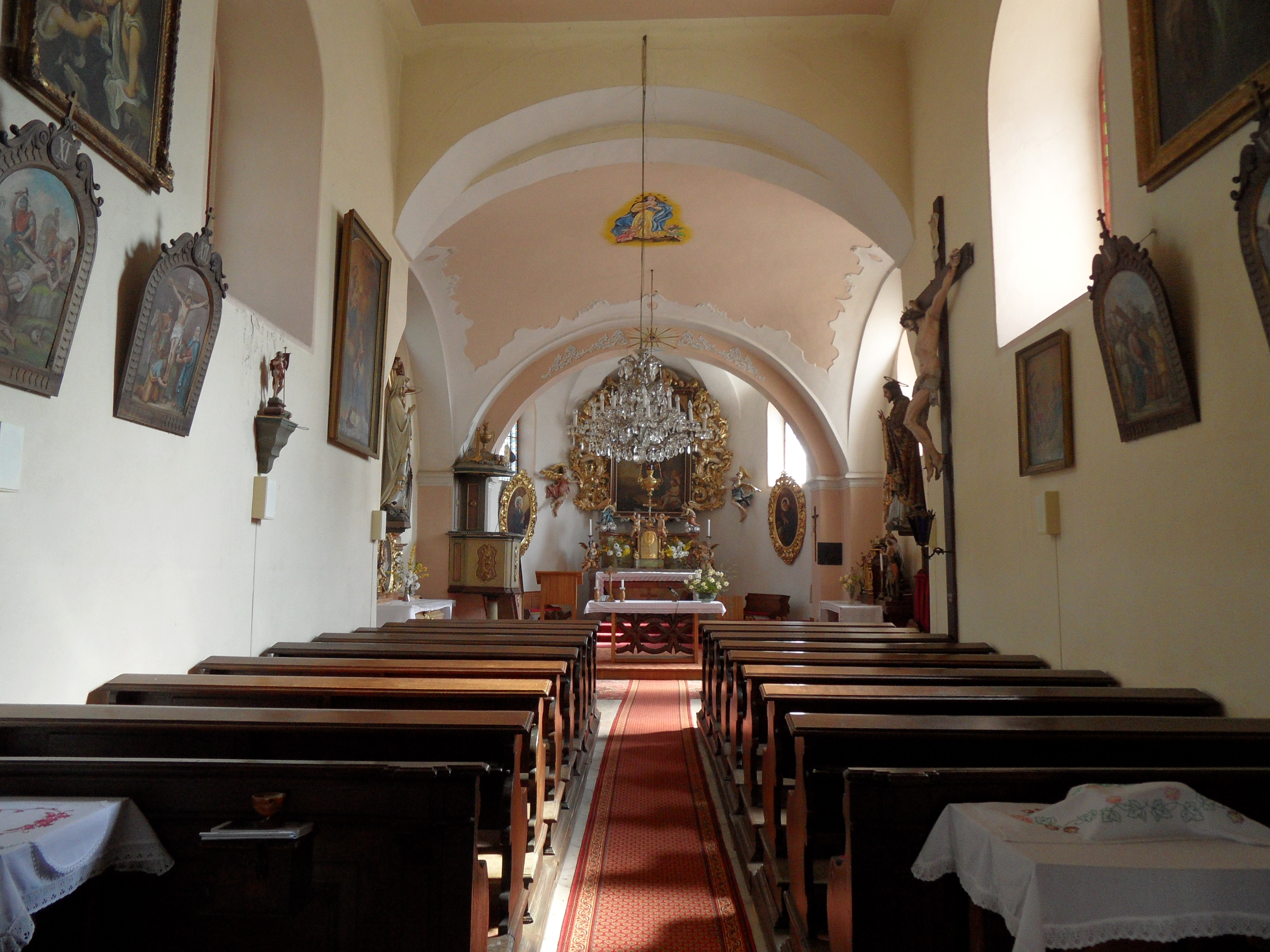
Interiér

Většina zařízení pochází z osmnáctého století. Ze staršího období pochází gotická osmiboká křtitelnice. Ve vnější zdi lodi jsou umístěny dva figurální náhrobníky ze druhé poloviny šestnáctého století a znakový náhrobník se symbolem kalichu a kříže z patnáctého století. Dominantou interiéru kostela je hlavní oltář s vyřezávaným akantovým rámem a sochami andělů. Na bočním oltáři je umístěn novodobý obraz. K dalšími vybavení patří dřevěná socha Immaculaty, krucifix na vítězném oblouku, kazatelna s řezanou rokajovou výzdobou a pozdně barokní křtitelnice.